# Hakuba
Hakuba (白馬村 Hakuba-mura?) är en landskommun (by) i Nagano prefektur i Japan. Hakuba låg en gång i tiden längs med den så kallade Saltvägen som användes för att transportera salt och andra vattenrelaterade produkter från kusten. I Hakuba ligger Hakubabackarna, en anläggning för backhoppning, och skidorten Happo One.

## I populärkultur
Hakuba visas i avsnitt 21 och 22 av animen Great Teacher Onizuka.

## Vänorter
- Lech, Österrike

### Fotnoter
1. 1 2   Masahiro Higashide Japansk sida med statistik över areal och folkmängd. Läst 2 februari 2013.
2. ↑  Hakuba Homepage. Tourism Commission of Hakuba. läst 1 november  2007.